# Johannes Bengtsson i Öxared
Johannes Bengtsson (i riksdagen kallad Bengtsson i Öxared), född 8 september 1833 i Förlanda socken, Hallands län, död där 21 oktober 1885, var en svensk lantbrukare och riksdagspolitiker.
Bengtsson var verksam som lantbrukare i Öxared i Förlanda socken. I riksdagen var han ledamot av andra kammaren. I riksdagen skrev han fyra egna motioner om skjutsningsbesvärets övertagande av staten, om ändringar i skiftesstadgan och om kommunerna som mottagare av brännvinsavgifter.